# Хслеб (Дзауский район)
Хслеб (осет. Хслеб, Æхслеб) или Мсхлеб (осет. Мсхлеб, груз. მსხლები — Мсхлеби) — село в Закавказье, расположено в  Дзауском районе Южной Осетии, фактически контролирующей село; согласно юрисдикции Грузии — в Джавском муниципалитете. 
Центр Хслебской сельской администрации в РЮО.

## География
Село расположено у южной окраины райцентра посёлка Дзау на правом берегу реки Большая Лиахви.

## Население
В 1987 году в селе Мсхлеби проживало 200 человек. По переписи 2015 года численность населения с. Хслеб составила 261 житель. 

## Топографические карты
- Лист карты K-38-52 Джава. Масштаб: 1 : 100 000. Состояние местности на 1987 год. Издание 1989 г.